# شانغل
شانغل (بالصينية المبسطة: 长乐؛ بالصينية التقليدية: 長樂) هي مدينة من مدن الصين.

## المناخ
يظهر الجدول التالي التغييرات المناخية على مدار السنة لشانغل:
| البيانات المناخية لـشانغل                        | البيانات المناخية لـشانغل | البيانات المناخية لـشانغل | البيانات المناخية لـشانغل | البيانات المناخية لـشانغل | البيانات المناخية لـشانغل | البيانات المناخية لـشانغل | البيانات المناخية لـشانغل | البيانات المناخية لـشانغل | البيانات المناخية لـشانغل | البيانات المناخية لـشانغل | البيانات المناخية لـشانغل | البيانات المناخية لـشانغل | البيانات المناخية لـشانغل |
| الشهر                                            | يناير                     | فبراير                    | مارس                      | أبريل                     | مايو                      | يونيو                     | يوليو                     | أغسطس                     | سبتمبر                    | أكتوبر                    | نوفمبر                    | ديسمبر                    | المعدل السنوي             |
| ------------------------------------------------ | ------------------------- | ------------------------- | ------------------------- | ------------------------- | ------------------------- | ------------------------- | ------------------------- | ------------------------- | ------------------------- | ------------------------- | ------------------------- | ------------------------- | ------------------------- |
| الدرجة القصوى °م (°ف)                            | 27.5 (81.5)               | 27.7 (81.9)               | 31.6 (88.9)               | 33.2 (91.8)               | 35.1 (95.2)               | 36.5 (97.7)               | 38.0 (100.4)              | 37.6 (99.7)               | 37.8 (100.0)              | 34.4 (93.9)               | 32.0 (89.6)               | 29.0 (84.2)               | 38.0 (100.4)              |
| متوسط درجة الحرارة الكبرى °م (°ف)                | 14.8 (58.6)               | 14.8 (58.6)               | 17.5 (63.5)               | 22.3 (72.1)               | 26.2 (79.2)               | 29.5 (85.1)               | 32.8 (91.0)               | 32.3 (90.1)               | 29.3 (84.7)               | 25.5 (77.9)               | 21.7 (71.1)               | 17.1 (62.8)               | 23.7 (74.6)               |
| المتوسط اليومي °م (°ف)                           | 11.0 (51.8)               | 11.2 (52.2)               | 13.5 (56.3)               | 18.1 (64.6)               | 22.4 (72.3)               | 25.9 (78.6)               | 28.7 (83.7)               | 28.5 (83.3)               | 25.8 (78.4)               | 22.0 (71.6)               | 18.0 (64.4)               | 13.2 (55.8)               | 19.9 (67.7)               |
| متوسط درجة الحرارة الصغرى °م (°ف)                | 8.5 (47.3)                | 8.7 (47.7)                | 10.9 (51.6)               | 15.1 (59.2)               | 19.7 (67.5)               | 23.3 (73.9)               | 25.6 (78.1)               | 25.7 (78.3)               | 23.2 (73.8)               | 19.2 (66.6)               | 15.2 (59.4)               | 10.4 (50.7)               | 17.1 (62.8)               |
| أدنى درجة حرارة °م (°ف)                          | 0.1 (32.2)                | −0.2 (31.6)               | −0.4 (31.3)               | 6.4 (43.5)                | 10.7 (51.3)               | 15.2 (59.4)               | 20.1 (68.2)               | 21.7 (71.1)               | 16.2 (61.2)               | 9.7 (49.5)                | 4.8 (40.6)                | −1.1 (30.0)               | −1.1 (30.0)               |
| الهطول مم (إنش)                                  | 47.7 (1.88)               | 82.2 (3.24)               | 127.2 (5.01)              | 144.9 (5.70)              | 167.3 (6.59)              | 214.2 (8.43)              | 133.2 (5.24)              | 215.6 (8.49)              | 188.8 (7.43)              | 53.0 (2.09)               | 44.4 (1.75)               | 31.9 (1.26)               | 1٬450٫4 (57.11)           |
| متوسط الرطوبة النسبية (%)                        | 76                        | 79                        | 81                        | 80                        | 82                        | 84                        | 80                        | 80                        | 80                        | 76                        | 74                        | 74                        | 79                        |
| المصدر: China Meteorological Data Service Center |                           |                           |                           |                           |                           |                           |                           |                           |                           |                           |                           |                           |                           |

## أعلام
- تشن هي